# Mihai Bordeianu
Mihai Cătălin Bordeianu (sinh ngày 18 tháng 11 năm 1991) là một cầu thủ bóng đá người România thi đấu ở vị trí tiền vệ cho CFR Cluj. Ở Liga I anh cũng thi đấu 80 trận và ghi 3 bàn cho Botoșani.

## Danh hiệu

### Câu lạc bộ
CFR Cluj
- Liga I: 2017–18